# Wahlen 1942
◄◄ | ◄ | 1938 | 1939 | 1940 | 1941 | Wahlen 1942 | 1943 | 1944 | 1945 | 1946 | ► | ►►

Weitere Ereignisse
Folgende Wahlen fanden im Jahr 1942 statt:

## Europa

### Vereinigtes Königreich
- Im Vereinigten Königreich fanden verschiedene Nachwahlen zum House of Commons  statt

## Afrika
- Ägypten: Ägyptische Parlamentswahl 1942 im März

## Amerika

### Argentinien
- Parlamentswahlen in Argentinien 1942

### Chile
- 2. Februar: Präsidentschaftswahlen in Chile 1942. Gewählt: Juan Antonio Ríos (1888–1946)

### Honduras
- Parlamentswahlen in Honduras 1942

### Kanada
- Kommunalwahlen in Kanada 1942

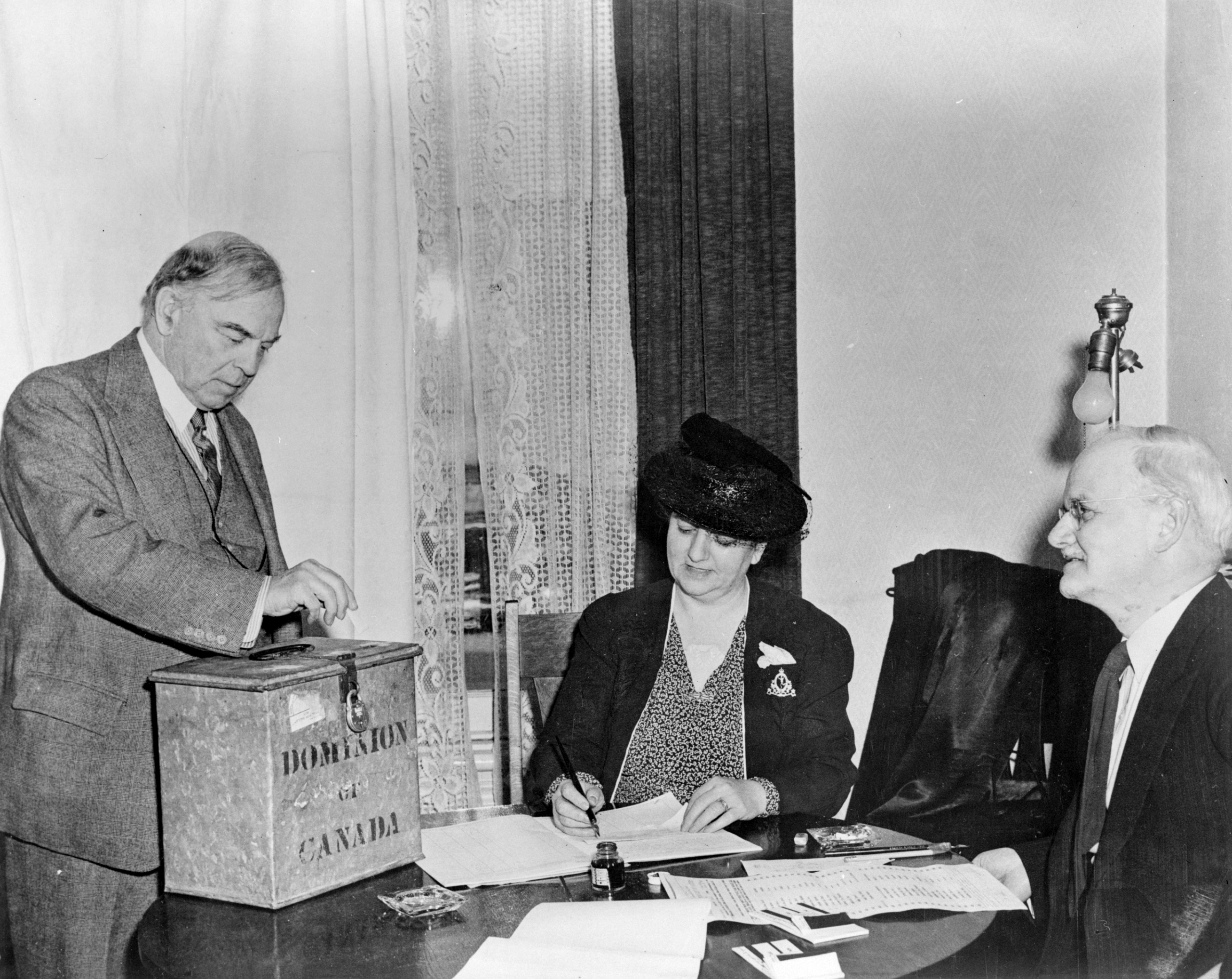
W.L. Mackenzie King bei der Abstimmung über die Wehrpflicht in Kanada 1942

- Volksabstimmung in Kanada 1942 ("King-Plebiszit")

### Kolumbien
- Präsidentschaftswahlen in Kolumbien 1942 – siehe Alfonso López Pumarejo

### Uruguay
- Parlamentswahlen in Uruguay 1942

### USA
- Wahl zum Repräsentantenhaus der Vereinigten Staaten 1942
- Wahl zum Senat der Vereinigten Staaten 1942 am 3. November bzw. 14. September (Bundesstaat Maine)
- in verschiedenen US-Bundesstaaten fanden Gouverneurswahlen statt.

## Asien

### Japan
- Shūgiin-Wahl 1942